# 穆拉河 (印度)
穆拉河（英語：Mula River）是印度浦那的一條河流，於西高止山脈附近被穆爾希水壩攔截，而形成穆爾希湖。在浦那市的下游地帶，穆拉河與左側的帕瓦納河及右側的穆薩河合流，形成穆拉-穆塔河，之後匯入比馬河。
本河流沿著舊浦那-孟買高速公路，為賓布里金傑沃德市政公司與浦那市政公司的界線。

## 橋樑

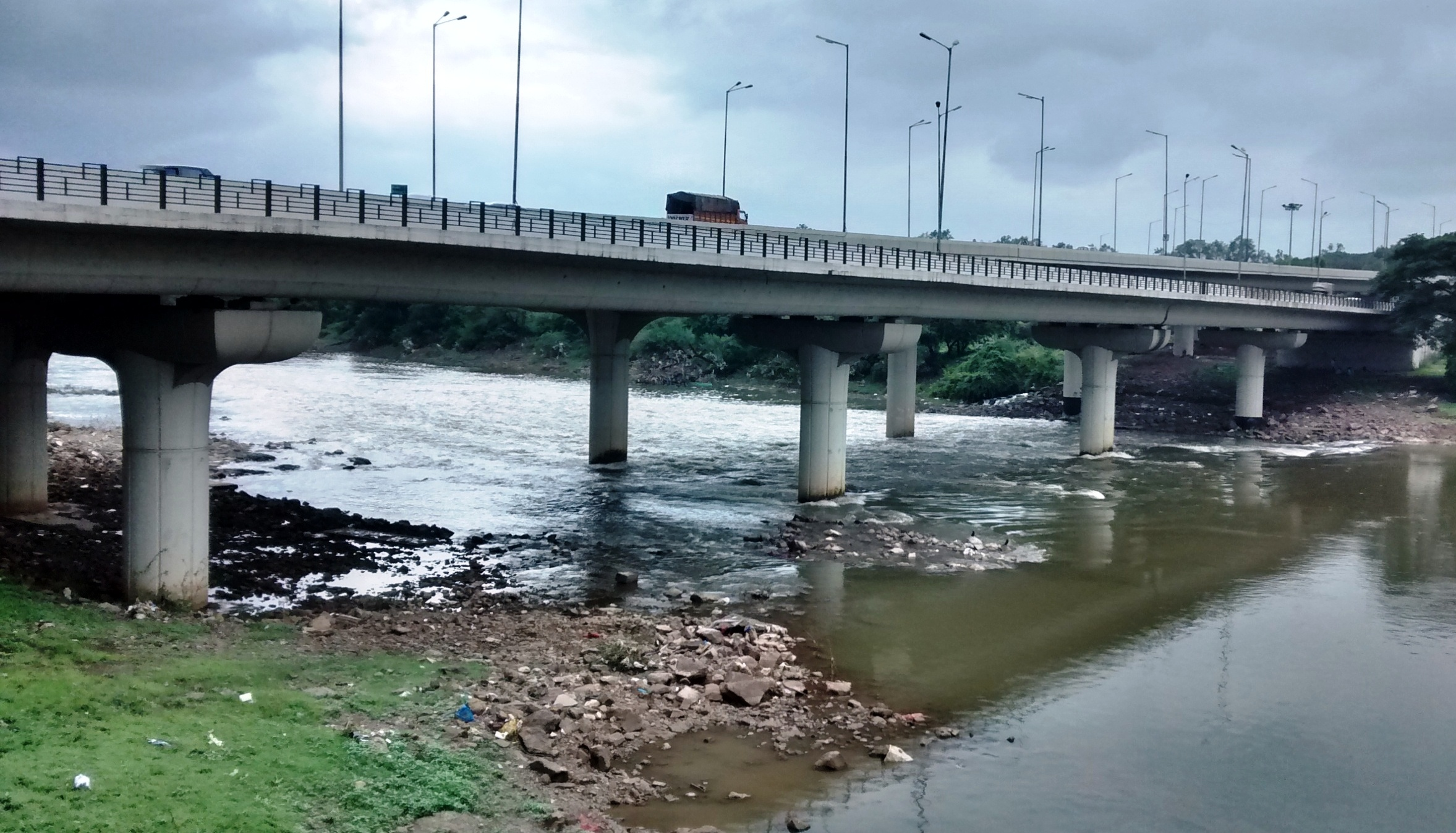
新霍爾卡橋

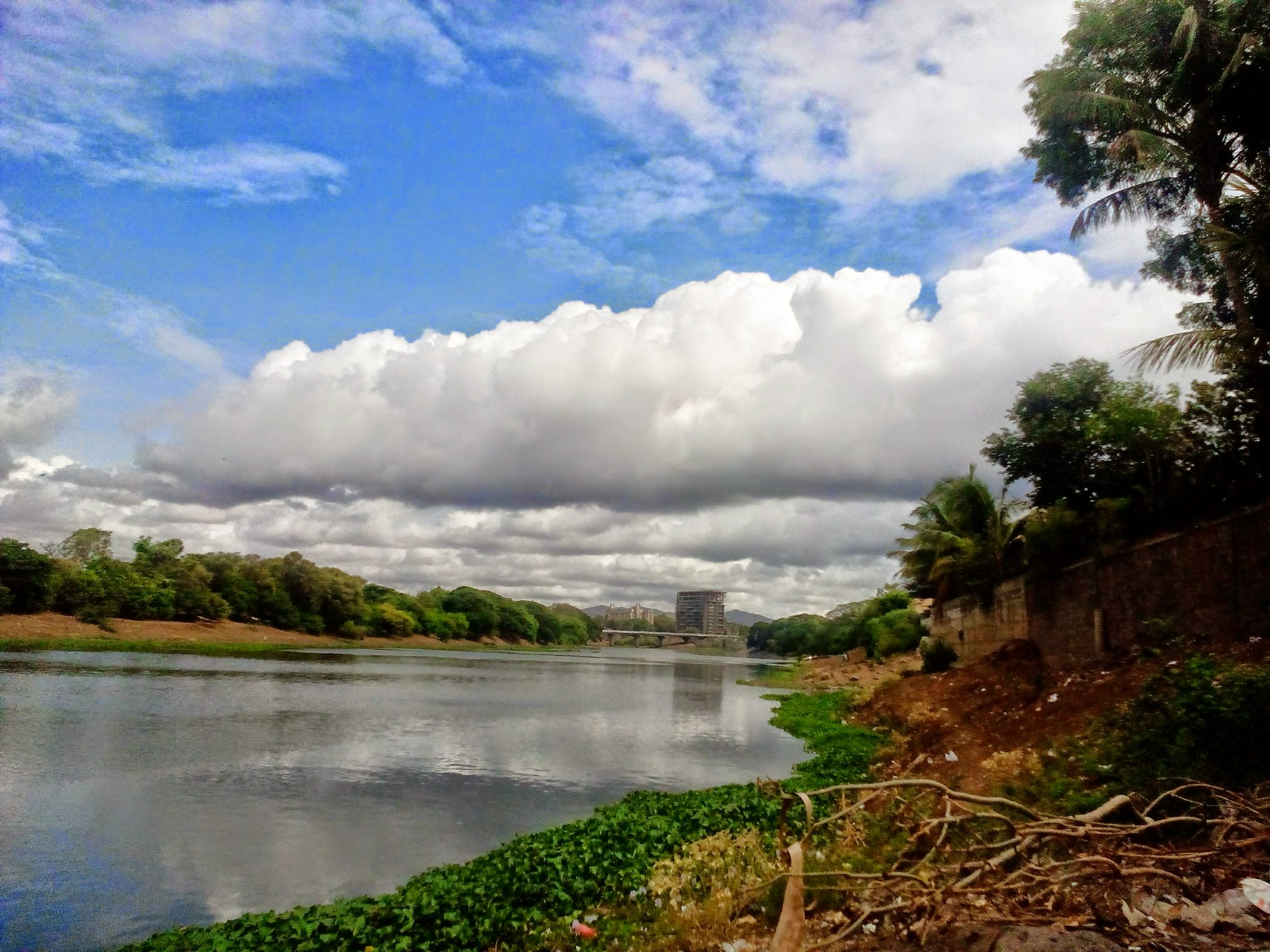
西岸的穆拉河

本河流橫跨著許多橋樑。其中拉吉夫·甘地橋（Rajiv Gandhi Bridge）橫跨於阿恩德，連結浦那與拉韋（Ravet）。哈里斯橋（Harris Bridge）則橫跨於達坡迪（Dapodi）。
霍爾卡橋（Holkar Bridge）橫跨於基爾凱埃附近。
桑岡橋（Sangam Bridge）橫跨於桑岡瓦迪（Sangamwadi），剛好在與穆薩河匯流點之前。

## 污染與洪水
2010年，由於高污染物質與垃圾傾倒於穆拉河中，造成其周邊地區遭遇大洪水。
浦那工程學院每年都會在其校址附近的穆拉河舉辦划舟比賽。2012年，他們發現該河流無法從基爾凱埃航行到學院，因為馬哈拉施特拉天然氣有限公司（Maharashtra Natural Gas Limited）建造了泥土小路用以興建管線，造成河流阻塞。
2003年，有報導指稱瓦卡德附近的穆拉河發現死魚。賓布里金傑沃德市政公司無法判定這起河流污染的原因。
由於因每日1.25億的未處理廢水從浦那市政公司排放到穆拉河中所造成的高度污染，馬哈拉施特拉污染控制局將其水質等級列為。
2014年，浦那警察局發現卡拉迪的穆拉河沿岸生長出大麻。